# Hochburg-Ach
Hochburg-Ach là một đô thị ở huyện Braunau am Inn bang Oberösterreich, nước Áo. Đô thị này có diện tích 40 km², dân số thời điểm ngày 31 tháng 12 năm 2005 là 3080 người..